# BIG MACHINE
『BIG MACHINE』（ビッグ・マシーン）は、日本の音楽ユニット・B'zが、2003年9月17日にリリースした、13作目のオリジナル・アルバム。

## 概要
デビュー15周年時に発売されたオリジナル・アルバム。発売時点で5曲にタイアップがつき、後に3曲増えたため、収録13曲中計8曲にタイアップがつき、タイアップ曲が最多のオリジナル・アルバムとなる。
松本によると、前作『GREEN』が発売される前の2002年6月頃から既にデモテープを用意しており、その曲数は20曲程にも及んだという。また、この間に自身のプライベートスタジオ「RODEO RECORDING」がロサンゼルスに完成し、それに伴いレコーディングの拠点はロサンゼルスとなり、ドラムもほぼ外国人プレイヤーが担当している。収録曲は当初11曲ぐらいの構想であったが、最終的に13曲となった。
また、本作では松本が作成したデモテープを数名のアレンジャーに渡して好きなようにアレンジしてもらう「アレンジャー・コンペティション」という試みが行われた。最終的には徳永暁人のアレンジが多く採用されたため、本作から『MONSTER』までメインアレンジャー兼ベーシストとして起用されることになる。
本作の特色としてはシンプルなバンドサウンド中心の作品となっており、前作まで使用されていた弦楽器、管楽器、キーボードは一切使われておらず、打ち込み音も前作『GREEN』に比べて控えめとなっている。これらの傾向は次作『THE CIRCLE』で更に顕著になる。
また本作に収録の全曲にMVが存在する。
DVD『Typhoon No.15 〜B'z LIVE-GYM The Final Pleasure "IT'S SHOWTIME!!" in 渚園〜』の特典付属の映像作品「The Days of Pleasure」に本作のレコーディング風景が収録されている。
第18回日本ゴールドディスク大賞でロック&ポップ・アルバム・オブ・ザ・イヤーを受賞した。
2018年に結成30周年記念として『DINOSAUR』までのオリジナル・アルバムと共にアナログレコード化された。

## 収録曲
| 全作詞: 稲葉浩志、全作曲: 松本孝弘、全編曲: 松本孝弘・稲葉浩志・徳永暁人。 |                          |          |            |      |
| #                                                                          | タイトル                 | 作詞     | 作曲・編曲 | 時間 |
| 1.                                                                         | 「アラクレ」             | 稲葉浩志 | 松本孝弘   | 3:25 |
| 2.                                                                         | 「野性のENERGY」         | 稲葉浩志 | 松本孝弘   | 4:39 |
| 3.                                                                         | 「WAKE UP, RIGHT NOW」   | 稲葉浩志 | 松本孝弘   | 3:18 |
| 4.                                                                         | 「儚いダイヤモンド」     | 稲葉浩志 | 松本孝弘   | 3:28 |
| 5.                                                                         | 「I'm in love?」         | 稲葉浩志 | 松本孝弘   | 2:59 |
| 6.                                                                         | 「IT'S SHOWTIME!!」      | 稲葉浩志 | 松本孝弘   | 4:00 |
| 7.                                                                         | 「愛と憎しみのハジマリ」 | 稲葉浩志 | 松本孝弘   | 4:26 |
| 8.                                                                         | 「BIG MACHINE」          | 稲葉浩志 | 松本孝弘   | 3:34 |
| 9.                                                                         | 「Nightbird」            | 稲葉浩志 | 松本孝弘   | 3:56 |
| 10.                                                                        | 「ブルージーな朝」       | 稲葉浩志 | 松本孝弘   | 3:57 |
| 11.                                                                        | 「眩しいサイン」         | 稲葉浩志 | 松本孝弘   | 4:05 |
| 12.                                                                        | 「CHANGE THE FUTURE」    | 稲葉浩志 | 松本孝弘   | 3:56 |
| 13.                                                                        | 「ROOTS」                | 稲葉浩志 | 松本孝弘   | 5:13 |
| 合計時間:                                                                  | 合計時間:                | 50:56    |            |      |

## 楽曲解説
1. アラクレ
  - フジテレビ系火曜9時ドラマ『あなたの隣に誰かいる』主題歌。
  - 発売直後の『B'z LIVE-GYM 2003 Final Pleasure "IT'S SHOWTIME!!"』の渚園公演ではオープニングナンバーとして演奏された。
  - イントロのリフはデモ・テープの時点では入っておらず、スタジオでレコーディングを行っている最中に出来上がったもの[13]。
  - ベスト・アルバム『B'z The Best "ULTRA Treasure"』のファン投票で20位にランクインし[14]、唯一の2000年代のオリジナル・アルバム初出曲からの選出となった。また、シングル曲を除く本作収録曲の中では唯一ライブ映像化もされている。
2. 野性のENERGY
  - 35thシングル。表記はされていないが、アルバムバージョンである[15]。
3. WAKE UP, RIGHT NOW
  - 冒頭の「Wake up,wake up」のリフが最初に作られた[10]。
  - 稲葉曰く「歌うのがちょっと難しかった」とのこと[10]。
  - 『1億3000万人が選ぶ!ベストアーティスト2003』で披露された。
4. 儚いダイヤモンド
  - 編曲は、上記の「アレンジャー・コンペティション」に参加した豊田みのる[注 2]のアイデアを生かし、徳永らともに再アレンジしたもの[16]。
  - イントロのギターは、仮で録音したものをそのまま使用している[17]。
  - この曲のメイキングが、DVD「The Days of Pleasure」に収録されている。
  - 過去のライブ映像をつなぎ合わせたPVも存在する。
  - アルバムツアー『B'z LIVE-GYM 2003 "BIG MACHINE"』ではオープニングナンバーとして演奏された。
5. I'm in love?
  - 松本の中では「恋心II」という位置づけで、「作っているうちにメロディが『恋心(KOI-GOKORO)』っぽいと思った。」と語っている[17][18]。
  - 稲葉は、「歌詞は胸キュンな感じで、懐かしい感じがありながらも『これは恋なの?』という恋愛の初期の段階を描いている。」「いろんな経験がありながらも、でもまた自分の感情に自分が戸惑っているみたいな純粋な感じ。」と語っている[17]。
  - 演奏時間は3分を切るほど短い。
6. IT'S SHOWTIME!!
  - 34thシングル。「野性のENERGY」同様、表記はされていないがアルバムバージョンであり、ドラムを打ち込みからシェーン・ガラースによる生ドラムに変え、アウトロのギターフレーズをガット・ギターからエレクトリック・ギターに変更している[17][18]。
7. 愛と憎しみのハジマリ
  - 当時開戦したイラク戦争を知った稲葉が感じたことを歌詞にしており、「『愛だと思ってやっていることが、逆の立場から見れば愛じゃなかった』ということを書きたかった」とのこと[19]。松本はこの曲のギターソロを気に入っているという。
  - 本曲の雰囲気について松本は、ただの8分打ちだが徳永のアレンジによっていい感じで暗い曲になっていると語っている[20]。
8. BIG MACHINE
  - 表題曲。B'zの曲では初となる7弦ギターが使用されている[17]。
9. Nightbird
  - バラードナンバー[21]。鍵盤は打ち込みになっている。いつもは小野塚晃のピアノに差し替えるが、この曲は変えなかったという[20]。
  - ギターソロは、仮で録音したものをそのまま使用している[17]。
  - 稲葉は、歌詞について「就寝時に気持ちは1回飛んじゃったみたいな」と語り、また夜に鳥は飛ばないことから「こういう鳥がいるんだって誰か調べて（笑）」とファンにメッセージを送っている[20]。
10. ブルージーな朝
  - ギターは、ウェス・モンゴメリーのような感じを自分は全然できないと前提としたうえで松本の消化できる範囲で行っているという[20]。
  - 松本は、ジャズの学校に通っていた頃にこういう曲を色々やったので、ジャズナンバーも気持ちいいと思う自分のセンスもあると語っている[22]。
  - 歌詞は女性からの視点で描かれており、稲葉曰く「パっとしないモヤモヤしてる感じ」とのこと[23]。
  - 歌詞に雑誌「フライデー」が登場する。
11. 眩しいサイン
  - 『B'z LIVE-GYM The Final Pleasure "IT'S SHOWTIME!!"』の客出し曲に使用された。
12. CHANGE THE FUTURE
  - NHK-BS2 衛星アニメ劇場『時空冒険記ゼントリックス』主題歌。
  - 収録曲の中では唯一ロサンゼルスで制作された曲[23]。
  - 歌詞は環境問題がテーマとなっており、稲葉がアメリカをツーリングしていた際に、カフェに置いてあった本に綴られていた「今の世界は未来の人々から借りているもの」という一節に共感し、そこからイメージを膨らませたという[24]。
13. ROOTS
  - 『ブラック・ジャック スペシャル 〜命をめぐる4つの奇跡〜』のエンディングに使用された[25]。
  - フェードアウトで終わる曲であり、本作で唯一演奏時間が5分を超える曲でもある。
  - 歌詞は「離散家族」というワードを起点に、イメージを広げていったもので、稲葉は「離散家族とかそういうものが出発としてはあるんですやっぱり。で、そこからはもう“これは家族というものじゃなくても、全然血が繋がっていない人でも同じ事かな”っていう感じがすごくして」と語っている[26][27]。
  - ライブでは「Nightbird」、「眩しいサイン」と同様に一度も演奏されていない。

## タイアップ
シングル曲については各作品の項目を参照
- フジテレビ系火曜9時ドラマ『あなたの隣に誰かいる』主題歌 (#1)
- アサヒビール「アサヒスーパードライ」CMソング (#3)
- 「NBA JAPAN GAMES 2003」CMソング (#4)
- ロッテ「のど飴」CMソング (#9)
- NHK-BS2アニメ『時空冒険記ゼントリックス』主題歌 (#12)
- 読売テレビ・日本テレビ系アニメ『ブラック・ジャック2時間スペシャル 〜命をめぐる4つの奇跡〜』主題歌 (#13)

## 参加ミュージシャン
- 松本孝弘:ギター、全曲作曲・編曲
- 稲葉浩志:ボーカル、全曲作詞・編曲
- 徳永暁人:ベース、全曲編曲
- シェーン・ガラース:ドラム (#1.2.6.8.9.11.13)
- ブライアン・ティッシー:ドラム (#2-5.7.12)
- クリス・フレイジャー:ドラム (#10)

## ライブ映像作品
シングル曲については各作品の項目を参照
アラクレ
- Typhoon No.15 〜B'z LIVE-GYM The Final Pleasure "IT'S SHOWTIME!!" in 渚園〜
- B'z The Best "ULTRA Treasure"（特典DVD）
- B'z LIVE-GYM Hidden Pleasure 〜Typhoon No.20〜
- B'z LIVE in なんば 2006 & B'z SHOWCASE 2007 -19- at Zepp Tokyo